# Rainer Gross (Schriftsteller)
Rainer Gross (* 1962 in Reutlingen) ist ein deutscher Schriftsteller.

## Leben
Rainer Gross studierte in Tübingen Philosophie und Literaturwissenschaft und betrieb anschließend Studien an einem theologischen Seminar. Er ist verheiratet und lebt seit 2002 als freier Schriftsteller in Ahrensburg.

## Werke
- Grafeneck. Pendragon Verlag, Bielefeld 2007, ISBN 978-3-86532-063-6.
- Weiße Nächte. Pendragon, Bielefeld 2008, ISBN 978-3-86532-999-8.
- Kettenacker. Pendragon, Bielefeld 2011, ISBN 978-3-86532-271-5.
- Kelterblut. Europa-Verlag, Zürich 2012, ISBN 978-3-905811-59-9.
- Tagedieb und Taugenichts. Books on Demand, Norderstedt 2015, ISBN 978-3-7347-3947-7.

## Auszeichnungen
- 2008: Friedrich-Glauser-Preis für Grafeneck